# Vogt (gmina)
Vogt – miejscowość i gmina w Niemczech, w kraju związkowym Badenia-Wirtembergia, w rejencji Tybinga, w regionie Bodensee-Oberschwaben, w powiecie Ravensburg, siedziba wspólnoty administracyjnej Vogt. Leży na przedpolu alpejskim, nazywana Bramą do Allgäu.
Vogt jest gminnym ośrodkiem oświaty i rekreacji, znajduje się tu szkoła podstawowa, szkoła ponadpodstawowa (Hauptschule), kryty basen z sauną, hala sportowa, plac sportowy.

## Religia
W Vogt znajduje się parafialny kościół rzymskokatolicki pw. św. Anny (St. Anna), podporządkowany jest diecezji w Ravensburgu.
W 1899 założono kościelną gminę ewangelicką, która była filią Atzenweiler (obecnie Grünkraut).

## Transport
Rozwinięty jest transport autobusowy m.in. do Ravensburga, Wangen im Allgäu i Wolfegg, który należy do Badeńsko-Górnoszwabskiego Związku Transportu (Bodensee-Oberschwaben Verkehrsverbund).